# یوشیو اوکادا
یوشیو اوکادا (به انگلیسی: Yoshio Okada) بازیکن فوتبال اهل ژاپن و عضو تیم ملی فوتبال ژاپن است که در تاریخ ۰۷ مارس ۱۹۵۱ میلادی اولین بازی ملی‌اش را انجام داد. او در ۷ بازی ملی حضور داشت و آخرین بازی ملی خود را در تاریخ ۳ مه ۱۹۵۴ میلادی انجام داد. یوشیو اوکادا در بازی‌های ملی‌اش
گلی به ثمر نرساند.